# Sierściogon kokosowy
Sierściogon kokosowy, szczur drzewny (Phloeomys cumingi) – gatunek nadrzewnego ssaka z podrodziny myszy (Murinae) w obrębie rodziny myszowatych (Muridae), występujący wyłącznie na filipińskich wyspach.

## Zasięg występowania
Sierściogon kokosowy występuje w środkowej i południowej części Luzonu, na Marinduque i Catanduanes, na Filipinach.

## Taksonomia
Gatunek po raz pierwszy zgodnie z zasadami nazewnictwa binominalnego opisał w 1839 roku brytyjski przyrodnik George Robert Waterhouse nadając mu nazwę Phloeomys cumingi. Holotyp pochodził z Luzon, na Filipinach. 
Analiza cytogenetyczna wsparła wcześniejsze badania morfologiczne dotyczące podziału rodzaju Phloeomys na dwa gatunki w oparciu o odrębne kariotypy. P. cumingi to podstawowy takson kladu (plemię Phloeomyini), który obejmuje różne inne gatunki endemitów z wyspy Luzon. Autorzy Illustrated Checklist of the Mammals of the World uznają ten takson za gatunek monotypowy.

### Etymologia
- Phloeomys: gr. φλοιος phloios „kora drzewa”, od φλεω phleō „obfitować”; μυς mus, μυoς muos „mysz”[12].
- cumingi: Hugh Cuming (1791–1865), angielski przyrodnik, koncholog, kolekcjoner z tropikalnej Ameryki w latach 1822–1826, 1828–1830, Polinezji z lat 1827–1828 i Indii Wschodnich z lat 1836–1840[13].

## Morfologia
Futro sierściogona kokosowego ma charakterystyczne, ciemnobrązowe ubarwienie.
| Część ciała        | wymiar średni samców | zakres wymiarów samców | wymiar średni samic | zakres wymiarów samic |
| ------------------ | -------------------- | ---------------------- | ------------------- | --------------------- |
| tułów z głową (mm) | 692                  | 671–712                | 708                 | 680–752               |
| ogon (mm)          | 280                  | 274–287                | 293                 | 280–314               |
| tylne łapy (mm)    | 84                   | 82–85                  | 79                  | 74–85                 |
| ucho (mm)          | 36                   | 34–37                  | 35                  | 34–37                 |
| masa ciała (g)     | 1985                 | 1920–2050              | 1893                | 1850–1980             |

### Genetyka
Garnitur chromosomowy P. cumingi tworzą 44 pary chromosomów. Przeprowadzone badania filogenetyczne pozwoliły na rozstrzygnięcie, że utożsamianie szczura drzewnego z Phloeomys pallidus było błędne. Kariotyp tego siostrzanego gatunku jest bowiem tworzony przez 40 par chromosomów.

## Tryb życia
Sierściogon kokosowy wiedzie nocny tryb życia. Dnie spędza w dziuplach wydrążonych w drzewach lub kłodach. Samica rodzi jeden raz w roku, najczęściej w listopadzie i grudniu. W jednym miocie przychodzi na świat 1–2 młodych, a w sporadycznych przypadkach 3. W okresie karmienia przez matkę masa ciała młodych wynosi 370–610 g. Samica opiekuje się młodymi do lutego-marca.

## Ekologia
P. cumingi żywi się między innymi liśćmi papai i słodkich ziemniaków oraz 
liśćmi i owocami kolczocha jadalnego. Chętnie zjada też kwiatostany Erythrina subumbrans.
Populacja P. cumingi zmniejsza się ze względu na intensywne polowania. Mięso sierściogona kokosowego jest chętnie wykorzystywane przez lokalne społeczności na pożywienie. Na terenie plantacji jest także zwalczany jako szkodnik.

### Siedlisko
Zoolodzy określili rodzaj siedliska gatunku na górze Isarog (na wyspie Luzon), oraz na wyspie Catanduanes. Szczury drzewne zamieszkują tam lasy porastające zbocza górskie od poziomu morza do wysokości 900 m n.p.m. Od mniej więcej lat trzydziestych XIX wieku odnotowywane są populacje zamieszkujące na lokalnych plantacjach orzechów kokosowych. 
Sierściogon kokosowy zakłada swoje gniazda w dziuplach wydrążonych w kłodach lub w drzewach.